# Volcán Llaima
Llaima är en aktiv vulkan i Chile.   Den ligger i regionen Región de la Araucanía, i den södra delen av landet, 600 km söder om huvudstaden Santiago de Chile. Toppen på Llaima ligger 3 125 meter över havet.
Terrängen runt Llaima är bergig söderut, men norrut är den kuperad. Llaima är den högsta punkten i trakten. Runt vulkanen är det glesbefolkat, med 8 invånare per kvadratkilometer..
I omgivningarna runt Llaima växer i huvudsak blandskog.